# Mezzogiorno

Mezzogiorno (donkerbruin)

De Mezzogiorno is het gebied ten zuiden van de virtuele scheidingslijn die tussen Noord- en Zuid-Italië loopt. In wezen vormt deze grens een kloof, van economische (Noorden is rijk, Zuiden is arm) en mentale aard.
De Mezzogiorno omvat grofweg het gebied in Italië ten zuiden van Rome in het westen en Ancona in het oosten. Dit komt ongeveer overeen met het vroegere koninkrijk der Beide Siciliën plus het eiland Sardinië. Oorspronkelijk omvatte de Mezzogiorno niet het eiland Sardinië, maar wel Sicilië. Sardinië vormde oorspronkelijk met Piëmont het Koninkrijk Sardinië. In 1861 sloot het koninkrijk der Beide Siciliën zich aan bij het Koninkrijk Sardinië en zo ontstond het verenigde Koninkrijk Italië.
Na de eenwording van Italië werd meer geïnvesteerd in verdere ontwikkeling van de industrie en landbouw van het noorden, ten nadele van die van het zuiden van Italië. Dit heeft het isolement van het zuiden veroorzaakt.